# شب آواز ایرانی
شب آواز ایرانی برنامه‌ای تخصصی آموزشی که توسط علی شیرازی (خواننده سنتی) پایه‌گذاری شد و دربارهٔ هنر آواز ملی با هدف میدان دادن به چهره‌های ناشناخته این هنر در مرکز موسیقی حوزه هنری شکل گرفت.
شیرازی در ادامه و پس از برگزاری پنج جلسه از این سلسله برنامه کناره گرفت و ضمن پرهیز از رسانه‌ای کردن علل استعفایش فقط به انتشار یک نامه خداحافظی بسنده کرد.

## تغییر رویه و حضور کارشناسان
یک سال پس از شروع به کار این برنامه، شب آواز ایرانی با تغییر عمده کاری از تحقیقی آموزشی به مسابقه‌ای و با حضور سه نفر داور اهل فن شامل استادان علی‌اصغر شاه‌زیدی، فریدون شهبازیان و مظفر شفیعی توسط برگزارکنندگان پیگیری شد.